# 사요코 (비디오 게임)
사요코(小夜子)는 블랙 사이크의 2011년 작 어덜트 게임이다.

## 개요
기존 블랙 사이크의 팬에게 서비스 겸으로 하여, 자사의 어둠에 목소리에 등장하는 '사요코'라는 여성이 한 하숙집을 경영하면서 벌어지는 이야기다.

## 줄거리
일본 정부는 저출산대책의 일원으로 전작, 어둠의 목소리에서 잘 알려진 '사요코'를 불러서 한 하숙집의 사감을 맡도록 한다. 거기서, 사요코는 사람들을 적극적으로 리드 해 가며 아이를 낳을 수 있도록 한다.

## 등장인물
- 사요코 : 요염한 여성. 일본 정부의 부탁을 받아들여서 이 하숙집에 온다.
- 마부치 요우코 : 소자녀화 대책 위원회의 책임자. 곧, 그녀도 사요코의 조교를 받아들여 변한다.
- 후지와라 이야카 : 성욕구를 느낄 수 없는 여성. 그리하여, 사요코는 그녀가 꿈에서 그 행위를 할 수 있도록 해 준다.
- 야마모토 안나 : 성행위에 문제가 있어서 레즈비언이 됐다. 그러나 사요코가 후타나리로 변신하여 극복한다.